# Cuarto gobierno de Rafael Núñez
El Cuarto gobierno de Rafael Núñez se dio entre el 21 de septiembre de 1892 y el 18 de septiembre de 1894 en Colombia. Fue el quinto gobierno de la República de Colombia. Su gobierno hizo parte de la Hegemonía Conservadora (1886-1930) y de la Regeneración.

## Llegada al poder
Por razones de salud, Rafael Núñez se posesionó simbólicamente en Cartagena el 21 de septiembre de 1892, pero decidió permanecer alejado del poder, dejando a cargo a su vicepresidente Miguel Antonio Caro.

## Política interna y fin de gobierno
Permaneció en la hacienda de su esposa Soledad Román en el barrio El Cabrero de Cartagena, en donde recibió algunas visitas por medio de las cuales se mantenía al tanto de la actualidad. Mientras tanto el liberalismo independiente se redujo y la división conservadora se incrementó considerablemente, por lo que Núñez estaba planeando su regreso a Bogotá.
Sin embargo, su salud siguió deteriorándose hasta que murió el 18 de septiembre de 1894, víctima de un derrame cerebral. Al conocerse la noticia, se le rindieron homenajes en todo el país.